# Anderslövs samrealskola
Anderslövs samrealskola var en realskola i Anderslöv verksam från 1919 till 1971.

## Historia
Skolan var från 1868 en högre folkskola som 1919 ombildades till en kommunal mellanskola. Denna ombildades 1931 till Anderslövs samrealskola. 
Realexamen gavs från 1919 till 1971.